# Мехдиев, Ильхам Исмаил оглы
Ильхам Исмаил оглы Мехдиев (азерб. İlham İsmayıl oğlu Mehdiyev; род. 2 августа 1965, Ганифа, Балакенский район) — азербайджанский военный деятель, генерал-лейтенант (2016), заместитель начальника Государственной пограничной службы Азербайджанской Республики по вопросам береговой охраны, начальник Береговой охраны Государственной пограничной службы Азербайджанской Республики, командующий силами Государственной пограничной службы Азербайджана во время Второй карабахской войны, Герой Отечественной войны (2020).

## Биография
Ильхам Исмаил оглы Мехдиев в 1965 году родился в Балакенском районе Азербайджанской ССР.
Военную службу в рядах Вооружённых сил Азербайджана Ильхам Мехдиев начал в 1993 году.

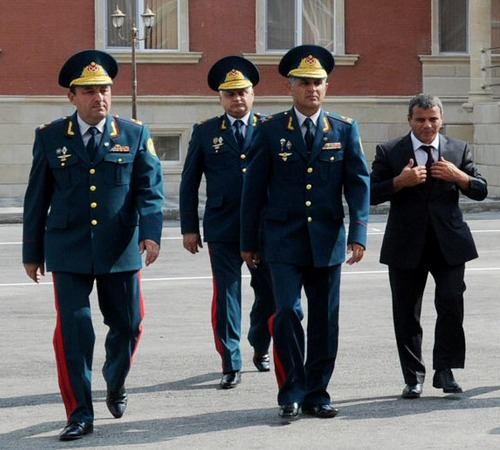
Генерал-майор Ильхам Мехдиев (второй справа) на открытии гарнизона и жилого комплекса новой воинской части Государственной пограничной службы в городе Евлах в 2012 году

К 2006 году генерал-майор Ильхам Мехдиев уже занимал должность заместителя начальника Государственной пограничной службы Азербайджанской Республики по вопросам береговой охраны, был начальником Береговой охраны Государственной пограничной службы Азербайджанской Республики.
Во время Второй карабахской войны Ильхам Мехдиев командовал силами Государственной пограничной службы Азербайджанской Республики. В результате тактических решений генерала, подразделения азербайджанской армии смогли продвинуться вперёд на поле боя. В итоге противник был вынужден за 10 дней отступить на 100 км.
Генерал-лейтенант Ильхам Исмаил оглы Мехдиев сыграл особую роль во взятии под контроль части территорий Джебраильского и Зангеланского районов, в том числе Худаферинских мостов.

## Воинские звания
- В августе 2016 года Ильхам Исмаил оглы Мехдиев получил звание генерал-лейтенанта[1].

## Награды
- 16 августа 2002 года по случаю профессионального праздника Пограничных войск Азербайджанской Республики и за отличия во время исполнения служебных обязанностей полковник-лейтенант Ильхам Исмаил оглы Мехдиев распоряжением президента Азербайджанской Республики Гейдара Алиева был награждён медалью «За военные заслуги»[3].
- 16 августа 2007 года за высокие достижения во время исполнения служебных обязанностей и по случаю профессионального праздника сотрудников Государственной пограничной службы генерал-майор Ильхам Исмаил оглы Мехдиев распоряжением президента Азербайджанской Республики Ильхама Алиева № 2331 был награждён медалью «За Родину»[4].
- 18 августа 2008 года за высокие достижения при выполнении служебных обязанностей и по случаю профессионального праздника сотрудников Государственной пограничной службы генерал-майор Ильхам Исмаил оглы Мехдиев распоряжением президента Азербайджанской Республики Ильхама Алиева № 2984 был награждён орденом «За службу Отечеству» 3-й степени[5].
- 15 августа 2014 года за высокие достижения во время исполнения служебных обязанностей и по случаю профессионального праздника сотрудников Государственной пограничной службы генерал-майор Ильхам Исмаил оглы Мехдиев распоряжением президента Азербайджанской Республики Ильхама Алиева был награждён медалью «За отвагу»[6].
- 14 августа 2012 года за высокие достижения во время исполнения служебных обязанностей генерал-майор Ильхам Исмаил оглы Мехдиев распоряжением президента Азербайджанской Республики Ильхама Алиева был награждён орденом «Азербайджанское знамя»[7].
- 16 августа 2019 года по случаю 100-летия создания органов пограничной охраны Азербайджанской Республики и за отличие в обеспечении защиты государственной границы, сохранении территориальной целостности и выполнении задач, поставленных перед органами пограничной охраны генерал-лейтенант Ильхам Исмаил оглы Мехдиев распоряжением президента Азербайджанской Республики Ильхама Алиева был награждён орденом «Доблесть» 3-й степени[8][9].
- 9 декабря 2020 года распоряжением президента Азербайджанской Республики Ильхама Алиева Ильхаму Исмаил оглы Мехдиеву «за особые заслуги в восстановлении территориальной целостности Азербайджанской Республики и за героизм при выполнении боевой задачи по уничтожению врага во время освобождения оккупированных территорий, а также за мужество и отвагу, проявленные во время военной службы» было присвоено звание Героя Отечественной войны[10].
- 24 декабря 2020 года распоряжением президента Азербайджанской Республики Ильхама Алиева генерал-лейтенант Ильхам Исмаил оглы Мехдиев «за личную доблесть и отвагу, продемонстрированную при участии в боевых операциях за освобождение от оккупации Джебраильского района Азербайджанской Республики» был награждён медалью «За освобождение Джебраила»[11].
- 25 декабря 2020 года распоряжением президента Азербайджанской Республики Ильхама Алиева генерал-лейтенант Ильхам Исмаил оглы Мехдиев «за личную доблесть и отвагу, продемонстрированную при участии в боевых операциях за освобождение от оккупации Зангиланского района Азербайджанской Республики» был награждён медалью «За освобождение Зангилана»[12].

## Семья
Женат, имеет троих детей.